# Campeonato Mundial de Esqui Alpino de 1997
O Campeonato Mundial de Esqui Alpino de 1997 foi a trigésima quarta edição do evento, foi realizado em Sestriere, Itália, entre os dias 3 e 15 de fevereiro de 1997.

## Resultados

### Masculino
| Evento                 | Ouro                                    | Prata                              | Bronze                                 |
| ---------------------- | --------------------------------------- | ---------------------------------- | -------------------------------------- |
| Downhill (08.02)       | Bruno Kernen · Suíça · 1:51,11          | Lasse Kjus · Noruega · 1:51,18     | Kristian Ghedina · Itália · 1:51,46    |
| Slalom (15.02)         | Tom Stiansen · Noruega · 1:51,70        | Sébastien Amiez · França · 1:51,75 | Alberto Tomba · Itália · 1:52,14       |
| Slalom gigante (12.02) | Michael von Grünigen · Suíça · 2:48,23  | Lasse Kjus · Noruega · 2:49,35     | Andreas Schifferer · Áustria · 2:49,68 |
| Súper G (03.02)        | Atle Skårdal · Noruega · 1:29,68        | Lasse Kjus · Noruega · 1:29,89     | Günther Mader · Áustria · 1:30,01      |
| Combinado (06.02)      | Kjetil André Aamodt · Noruega · 3:10,40 | Bruno Kernen · Suíça · 3:10,68     | Mario Reiter · Áustria · 3:11,69       |

### Feminino
| Evento                 | Ouro                                    | Prata                                | Bronze                             |
| ---------------------- | --------------------------------------- | ------------------------------------ | ---------------------------------- |
| Downhill (15.01)       | Hilary Lindh · Estados Unidos · 1:41,18 | Heidi Zurbriggen · Suíça · 1:41,24   | Pernilla Wiberg · Suécia · 1:41,44 |
| Slalom (05.02)         | Deborah Compagnoni · Itália · 1:43,88   | Lara Magoni · Itália · 1:45,15       | Karin Roten · Suíça · 1:45,48      |
| Slalom gigante (09.02) | Deborah Compagnoni · Itália · 2:39,19   | Karin Roten · Suíça · 2:39,99        | Liela Piccard · França · 2:40,95   |
| Súper G (11.02)        | Isolde Kostner · Itália · 1:23,50       | Katja Seizinger · Alemanha · 1:23,58 | Hilde Gerg · Alemanha · 1:23,64    |
| Combinado (15.02)      | Renate Götschl · Áustria · 3:03,38      | Katja Seizinger · Alemanha · 3:03,42 | Hilde Gerg · Alemanha · 3:03,46    |

## Quadro de medalhas
| Ordem | País           | Medalha de ouro | Medalha de prata | Medalha de bronze | Total |
| ----- | -------------- | --------------- | ---------------- | ----------------- | ----- |
| 1     | Noruega        | 3               | 3                | 0                 | 6     |
| 2     | Itália         | 3               | 1                | 2                 | 6     |
| 3     | Suíça          | 2               | 3                | 1                 | 6     |
| 4     | Áustria        | 1               | 0                | 3                 | 4     |
| 5     | Estados Unidos | 1               | 0                | 0                 | 1     |
| 6     | Alemanha       | 0               | 2                | 2                 | 4     |
| 7     | França         | 0               | 1                | 1                 | 2     |
| 8     | Suécia         | 0               | 0                | 1                 | 1     |
|       | TOTAL          | 10              | 10               | 10                | 30    |